# Ширина, Людмила Сергеевна
Людми́ла Серге́евна Ши́рина (род. 1 августа 1948, Белозёрка, Херсонская область) — советская и украинская оперная певица (лирико-драматическое сопрано), солистка Одесского государственного академического театра оперы и балета. Народная артистка Украины (1993)

## Биография
Родилась 1 августа 1948 года в посёлке Белозёрка, Херсонская область.
Окончила Одесскую консерваторию (в наст. время — музыкальную академию) по классу доцента М. В. Голятовской. Играет на нескольких музыкальных инструментах, в том числе, на баяне и фортепиано. В юности увлекалась спортивной гимнастикой, волейболом и баскетболом.
C 1975 года работает в Одесском государственном театре оперы и балета, является заведующей оперной труппой. В 1977 году она стала лауреатом первой премии (золотая медаль) и обладательницей Гран-При Международного конкурса вокалистов в Тулузе (Франция). Кавалер ордена княгини Ольги III степени (1998). В 1993 году Людмиле Шириной было присвоено звание народной артистки Украины. В 2003 году удостоена Почётной грамотой Кабинета Министров Украины за весомый личный вклад в развитие гуманитарной сферы, многолетний добросовестный труд и высокий профессионализм. Гастролирует в таких странах, как Франция, Бельгия, Финляндия, Канада, Япония, Афганистан, Германия, Болгария, Венгрия, США, Ливан, Италия, Испания.

## Театральные работы
- «Аида» — Аида;
- «Трубадур» — Леонора;
- «Бал-маскарад» — Амелия;
- «Отелло» Дж. Верди — Дездемона;
- «Тоска» — Тоска;
- «Богема» Дж. Пуччини — Мими;
- «Паяцы» Р. Леонкавалло — Недда;

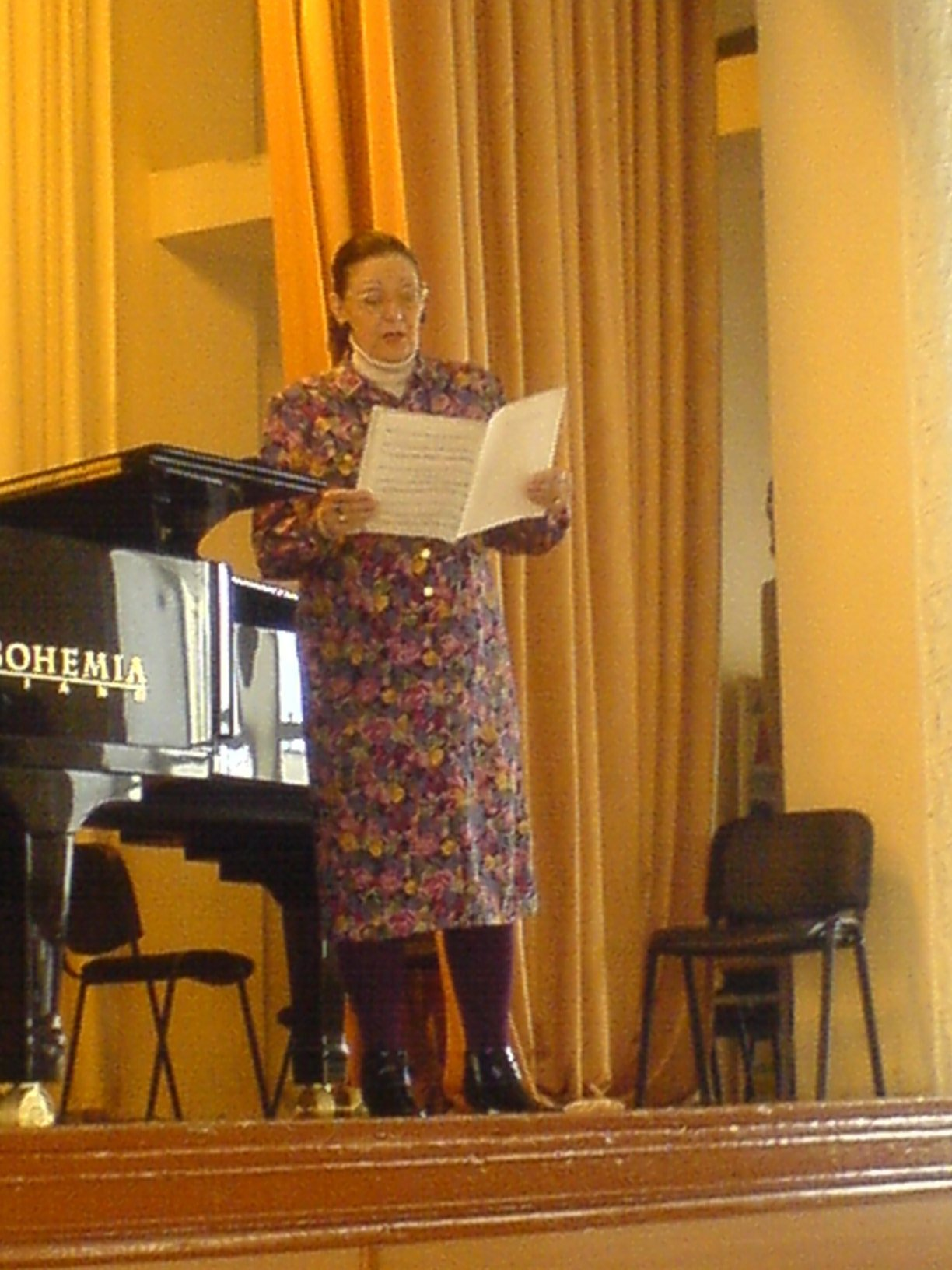
Людмила Ширина на концерте в школе Столярского

- «Сельская честь» П. Масканьи — Сантуцца;
- «Пиковая дама» — Лиза;
- «Орлеанская дева» — Иоанна;
- «Евгений Онегин» — Татьяна;
- «Иоланта» П. Чайковского — Иоланта;
- «Запорожец за Дунаем» С. Гулака-Артемовского — Оксана;
- «Наталка-Полтавка» Н. Лысенко — Наталка;
- «Катерина» Н. Аркаса — Катерина;
- «Семён Котко» С. Прокофьева — Любка.